# HMS Duckworth (K351)
«Дакворт» (англ. HMS Duckworth (K351) — військовий корабель, фрегат типу «Кептен» Королівського військово-морського флоту Великої Британії за часів Другої світової війни.
Корабель брав активну участь у бойових діях на морі в Другій світовій війні, бився у Північній Атлантиці, біля берегів Франції, Англії, супроводжував атлантичні конвої. В ході війни служив у ескортних групах супроводу транспортних конвоїв та був одним з протичовнових кораблів, на рахунку якого сукупно знищення п'яти підводних човнів противника: U-988, U-618, U-1208, U-399 і U-1169.

## Історія створення
Фрегат «Дакворт» був закладений 16 січня 1943 року на верфі американської компанії Bethlehem Hingham Shipyard у Гінгемі, як ескортний міноносець Gary (DE 61). 1 травня 1943 року він був спущений на воду, а 4 серпня 1943 року відразу увійшов до складу Королівських ВМС Великої Британії.

## Історія служби
Після введення в експлуатацію «Дакворт» призначили до складу 3-ї ескортної групи сил охорони транспортних конвоїв командування Західних підходів британського флоту.
У першому трансатлантичному конвої «Дакворт» брав участь у битві за конвой SC 143, у якому затонули один військовий корабель і одне торгове судно, але були знищені три ворожі підводні човни. 9 жовтня фрегат зміг допомогти врятувати тих, хто вижив із затопленого торговельного судна «Йоркмара».
13 лютого 1944 року під час патрулювання «Дакворт» був атакований U-445, який випустив торпеду і промахнулася. «Дакворт» контратакував, пошкодивши U-445, який був змушений повернутися на базу.
15 червня біля мису де ла Гаага 3-тя ескортна група була атакована U-764, який торпедував «Блеквуд». «Дакворт» і «Дометт» контратакували, пошкодивши U-764, який втік до Бреста.
29 червня група відслідкувала напад бомбардувальника «Ліберейтор» на підводний човен у протоці Ла-Манш на захід від Гернсі. Унаслідок пошуку «Дакворт» та кораблі групи «Ессінгтон», «Дометт» і «Кук» знайшли та знищили U-988, що стало їх першим успіхом.
14 серпня приєднався до атаки британського «Ліберейтора» на U-618 в Біскайській затоці, на захід від Сент-Назера. «Дакворт» і «Ессінгтон» провели серію атак та знищили U-618.
У жовтні 1944 року 3-тя ескортна група була призначена для супроводу арктичних конвоїв JW 61 і JW 61A разом з кількома іншими групами командування Західних підходів. Хоча конвой JW 61 піддався атаці з боку групи «Пантер», він не зазнав жодних втрат; всі кораблі прибули в пункт призначення благополучно. На поверненні 3-тя ескортна група допомагала проходженню конвою RA 61, слідуючи попереду колони та прикриваючи прохід суден через Кольську затоку. Під час цієї операції фрегат «Маунсі» був торпедований, але вцілів і пізніше був оголошений конструктивно зруйнованим та списаний. І RA 61, і RA 61A повернулися без втрат.
У грудні 1944 року і в новому році «Дакворт» і 3-тя ескортна група несли службу в патрулі та супроводі в Ірландському морі, але успіху не мали.
24 лютого 1945 року, після атаки на прибережний конвой BTC 78, «Дакворт» разом з однотипним фрегатом «Роулі» після шести годин переслідування знайшли та знищили субмарину. Після війни цей ПЧ був ідентифікований як німецький підводний човен U-480, і вважалося, що він був затоплений у Ла-Манші між Лендс-Ендом і островами Сіллі. Однак подальші дослідження після виявлення уламків, знищених підводною міною пізніше поблизу Пула, ідентифікували цей човен як U-480, а підводний човен, знищений 24 лютого, тепер вважається за U-1208.
26 березня, після атаки на BTC 108, «Дакворт» і кораблі групи знайшли U-399 на південний захід від Лізард-Пойнт і знищили його атакою «Хеджхога».
29 березня після атаки на BTC 111 «Дакворт» знайшов і атакував підводний човен у Маунтс-Бей і знищив його. Пізніше його було ідентифіковано як U-246, хоча останні дослідження показали, що насправді це був U-1169.
«Дакворт» був повернутий до США після війни і розібраний на брухт у 1946 році.